# ويشكا آسايش
ويشكا آسايش (بالفارسية: ویشکا آسایش) (7 نوفمبر 1972 طهران) ممثلة ومصممة ديكور مسرحي ومخرجة فنية إيرانية. حصلت على شهادة التصميم من المملكة المتحدة وهي نحاتة أيضًا وقد عُرضت أعمالها الفنية في معرض اعتماد في طهران عام 2012.
أصبحت ويشكا اسمًا مألوفًا بعد ظهورها في المسلسل التلفزيوني التاريخي إمام علي في عام 1992. كما ظهرت في عدة أعمال فنية منها:
- (حب زائر 2000)
- (زهرة الجليد 2004)
- (ثلاثة عشر 2013)
- (أنا دييغو مارادونا 2014)
- (حوت العنبر 2015)

فاز ظهورها في عمل (لا رجل مسموح به 2010) بجائزة كريستال سيمرغ لأفضل ممثلة رئيسية في مهرجان فجر السينمائي الدولي عام 2011.

## أعمالها الفنية

### المسرح
- وفاة المسيسيبي أثناء جلوسها ( هومان غان زاده 2016)

### الأفلام السينمائية
- نحن جميعا معا (2018)
- ناهان عنبر ( سمعان مقدم ، 2015)
- دار مدحت مالوم ( وحيد أميرخاني ، 2015)
- سكوت ( هشام زاده 2015)
- سيزده ( هومان سيدي 2014)
- نيكان وبيتشاغول ( رحمان رضائي، 2012)
- خبام ميعاد ( رضا عطاران ، 2011)
- شيرين (2008)
- جول ياخ ( كمراس بيرحامد 2004)
- هاشت با( علي رضا داود نجاد 2004)
- مسافر (داود مير بيغاي 2000)
- بلوغ ( مسعود جعفري الجوزاني 1999)
- عشق +2 ( رضا مير كريمي 1998)
- ساحر ( داود مير بيغاي1997)

### مسلسلات تلفزيونية
- الحوت الأزرق ( فريدون جيراني 2019)
- باردة نيشن ( بهروز شويبي 2015)
- المختار الثقافي ( داود ميرباغري 2010)
- نارديبام ناسيمان ( محمد حسين لطفي 2009)
- الإمام علي (شهيد الكوفة) ( داود ميرباغري1991)

### أعمال عملت فيها ويشكا كمخرجة فنية
- زنان فينوسي و ماردان ميريخي (2010)
- معصومة أز داست رافته (2002)

## روابط خارجية
- ويشكا آسايش على موقع IMDb (الإنجليزية)
- ويشكا آسايش على موقع قاعدة بيانات الفيلم (الإنجليزية)